# Ситон, Анна
Анна Банана Ситон (англ. Anna Banana Seaton; род. 12 февраля 1964, Топика), в замужестве Хантингтон (англ. Huntington) — американская гребчиха, выступавшая за сборную США по академической гребле в конце 1980-х — начале 1990-х годов. Бронзовая призёрка летних Олимпийских игр в Барселоне, обладательница четырёх серебряных медалей чемпионатов мира, серебряная призёрка Игр доброй воли в Сиэтле, победительница многих регат национального и международного значения.

## Биография
Анна Ситон родилась 12 февраля 1964 года в городе Топика, штат Канзас. Во время учёбы в старшей школе серьёзно занималась плаванием, показывала хорошие результаты, однако в конечном счёте перешла в академическую греблю.
Состояла в гребных командах Гарвардского университета и позже Колумбийского университета.
Первого серьёзного успеха на взрослом международном уровне добилась в сезоне 1987 года, когда вошла в основной состав американской национальной сборной и побывала на чемпионате мира в Копенгагене, откуда привезла награду серебряного достоинства, выигранную в распашных рулевых восьмёрках — пропустила вперёд только экипаж из Румынии.
Находясь в числе лидеров гребной команды США, благополучно прошла отбор на летние Олимпийские игры 1988 года в Сеуле, однако здесь попасть в число призёров не смогла, заняла в восьмёрках шестое место.
После сеульской Олимпиады Ситон осталась в составе американской национальной сборной на ещё один олимпийский цикл и продолжила принимать участие в крупнейших международных регатах. Так, в 1989 году в безрульных двойках она выступила на мировом первенстве в Бледе, где показала в финале четвёртый результат.
В 1990 году на чемпионате мира в Тасмании дважды поднималась на пьедестал почёта: получила серебро в безрульных двойках и в рулевых восьмёрках. Также в этом сезоне отметилась выступлением на Играх доброй воли в Сиэтле, где стала серебряной призёркой в двойках и пришла к финишу шестой в восьмёрках.
На мировом первенстве 1991 года в Вене выиграла серебряную медаль в программе безрульных четвёрок, уступив в финале только канадским спортсменкам.
Благодаря череде удачных выступлений удостоилась права защищать честь страны на Олимпийских играх 1992 года в Барселоне. Вместе с напарницей Стефани Пирсон пришла здесь к финишу третьей позади команд из Канады и Германии — тем самым завоевала бронзовую олимпийскую медаль.
В 1995 году состояла в первой чисто женской команде, боровшейся за Кубок Америки по гребле. Впоследствии посвятила этому опыту целую книгу Making Waves: The Inside Story of Managing and Motivating the First Women's Team to Compete for the America's Cup.
За свою долгую спортивную карьеру Ситон в общей сложности 14 раз становилась чемпионкой США в различных гребных дисциплинах.
Введена в Гарвардский зал славы спорта (2006) и Канзасский зал славы спорта (2010).